# Troticus dewittei
Troticus dewittei är en stekelart som beskrevs av Braet 2001. Troticus dewittei ingår i släktet Troticus och familjen bracksteklar. Inga underarter finns listade i Catalogue of Life.